# Johann Heinrich Wilhelm Dietz
Pour les articles homonymes, voir Dietz.
Johann Heinrich Wilhelm Dietz (né le 3 octobre 1843 à Lübeck et mort le 28 août 1922 à Stuttgart) est un éditeur et homme politique social-démocrate allemand. De 1881 à 1918, il est député su Reichstag avec le SPD (ou jusqu'en 1890 son prédécesseur, le SAPD). Il fonde le JHW-Dietz-Verlag en 1881.

## Biographie
Le père Johann Jochim Christian Dietz est tailleur et la mère Anna Catherine Elisabeth vient de milieux similaires. Après avoir obtenu son diplôme, Dietz effectue un apprentissage d'imprimeur à Lübeck. Il part ensuite à Saint-Pétersbourg comme imprimeur. Il y a un premier aperçu de la situation économique difficile de la main-d'œuvre russe. Il y a également des premiers contacts avec les cercles socialistes. Après son retour en Allemagne en 1866, Dietz travaille comme typographe et facteur à Hambourg. En même temps, il rejoint également le mouvement ouvrier à orientation socialiste.
Dietz prend la direction du nouveau Hamburg-Altonaer Volksblatt (de) en 1875. Entre 1881 et 1918, il représente la social-démocratie au Reichstag.
Sous la loi socialiste, Dietz est expulsé de Hambourg le 27 octobre 1880 et fondé le 31 décembre 1881 le "Verlag JHW Dietz" à Stuttgart. En 1884, Dietz abandonne son imprimerie à Stuttgart en raison du harcèlement policier systématique et des perquisitions quasi quotidiennes à domicile et ne laisse que l'entreprise d'édition à Stuttgart. Ce n'est que plus tard que le Wurtemberg adopte une pratique plus clémente de la loi socialiste.

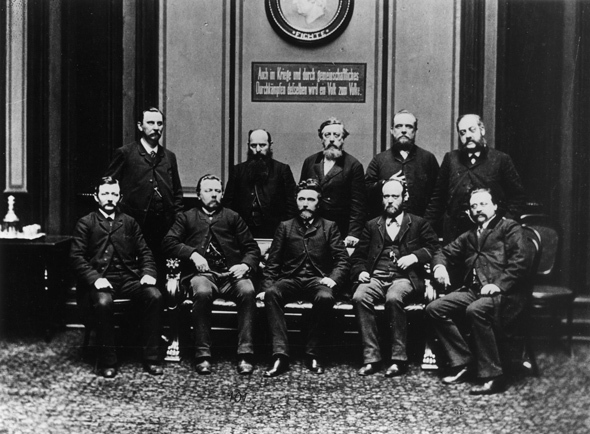
Dietz (rangée arrière, à gauche) en tant que membre du groupe parlementaire socialiste à partir de 1889.

Dietz supervise la publication de la correspondance entre Karl Marx et Friedrich Engels et publie les travaux des écrivains sociaux-démocrates, dont August Bebel, Eduard Bernstein, Ferdinand Lassalle et Franz Mehring . Pendant la loi socialiste, mais aussi après, il organise la diffusion de la littérature socialiste en Empire allemand.
À partir de 1883, la revue socialiste théorique Die Neue Zeit, éditée par Karl Kautsky, paraît dans sa maison d'édition. De 1892 à 1917, sa maison d'édition publie le magazine féminin socialiste Die Gleichheit, édité Clara Zetkin.
Dietz fait des choses extraordinaires pour répandre le marxisme dans la social-démocratie. Dans de nombreuses controverses internes au parti, cependant, il prend toujours position du côté de l'aile modérée du parti. Soucieux d'équilibrer sa vie, il est proche des révisionnistes dès les années 1890.
Dietz finance son ambitieux programme d'édition principalement par le biais de la feuille satirique littéraire social-démocrate largement répandue Der Wahre Jacob, qu'il fonde à Hambourg en 1879 avec le journaliste Wilhelm Blos et qu'il poursuit ensuite à Stuttgart.
En 1906, le SPD reprend Dietz-Verlag en tant qu'éditeur central du parti, ce qui ne change pas l'engagement éditorial de Dietz.

## Héritage
Après la mort de Johann Heinrich Wilhelm Dietz, la maison d'édition est transférée de Stuttgart à Berlin en 1923, où elle fusionné avec Vorwärts en 1924. Après la Seconde Guerre mondiale, à la suite de l'unification obligatoire du SPD et du KPD pour former le SED, les maisons d'édition des deux partis fusionnent également dans la zone d'occupation soviétique. La RDA veut s'appuyer sur cette tradition et fonde Juin 1946 de la maison d'édition KPD Neuer Weg et de la maison d'édition SPD Vorwärts J. H. W. Dietz Nachf. GmbH. Cet établissement est rejeté par le tribunal du greffe compétent. Enfin, en 1947, Dietz Verlag GmbH est fondé à Berlin en tant que nouvelle société le 19 août 1947., du nom de Karl Dietz (de), associé et directeur du Greifenverlag (de) à Rudolstadt. La maison d'édition Dietz est l'éditeur central du SED. D'autre part, le SPD de la République fédérale d'Allemagne fonde à Bonn la maison d'édition JHW Dietz Nachf (de). Après la réunification allemande, il y a un différend juridique, c'est pourquoi l'Ost-Dietz-Verlag fonctionne maintenant sous le nom de Karl-Dietz-Verlag (de).